# Гирбовец (Аненій-Нойський район)
Гирбовец (рум. Hîrbovăț) — село в Аненій-Нойському районі Молдови. Утворює окрему комуну.

## Населення
За даними перепису населення 2004 року у селі проживали 5447 осіб.
Національний склад населення села:
| Національність       | Кількість осіб | Відсоток   |
| -------------------- | -------------- | ---------- |
| молдавани румуни     | 5348 36        | 98,2% 0,7% |
| росіяни              | 28             | 0,5%       |
| українці             | 25             | 0,5%       |
| гагаузи              | 3              | 0,1%       |
| болгари              | 2              | < 0,1%     |
| поляки               | 1              | < 0,1%     |
| інша / без відповіді | 4              | 0,1%       |
| Всього               | 5447           | 100%       |

## Природно-заповідний фонд
Біля села розташовано Гирбовецький ліс.